# فندق كوزموس
فندق كوزموس (الروسية: Космос) (بالإنجليزية: Cosmos Hotel)، هي فندق روسي بنيت سنة 1979م بمناسبة قرب افتتاح الألعاب الأولمبية الصيفية 1980 في العاصمة الروسية موسكو.

## المكان
يتمركز فندق كوزموس في أحد أهم الشوارع الرئيسية، وهو شارع ميرا في الرقم 150. كما يقابله مركز معارض عموم روسيا، وغير بعيد عن الفندق يٌمكن العثور على حديقة، كذلك قاعة رياضة مغطاة ومركز ثقافي ثم الحديقة الوطنية لوسيني أوستروف.
أما أقرب محطة ميترو، فهي تلك التي معروفة تحت اسم VDNKH.
يقع الفندق الثاني من كوزموس والتابع لهذا الرئيسي في فوسغاس 88، طريق 13، ميرتز.

## تاريخه
بناء وهندسة فندق كوزموس هي مشروع فرنسي، حيث تمت عمليات البناء تحت إشراف العديد من المهندسين الفرنسييين والسوفيات على غرار ماريان جانوس دابروسكي. تم بناء معلمة شارل ديغول أمام الفندق، وذلك سنة 2005، وقد قام بتدشينها كل من الرئيس الروسي فلاديمير بوتين والرئيس الفرنسي السابق جاك شيراك وحملت اسم معلمة شارل ديغول.
يضم هذا المشروع:
- 1718 غرفة عادية
- 53 غرفة ثنائية
- 6 غرف رباعية
- العديد من الملاهي الليلية والمقاهي، ذات قدرة تحمل تصل إلى 3600 شخص

الافتتاح الرسمي للفندق كان يوم 18 يوليو 1979، حيث شكل مناسبة مهمة ولقي شهرة وإقبالا كبيرا خصوصا بحضور العديد من الشخصيات السياسية ورجال الأعمال المعروفين على الصعيد العالمي، كما حضر للافتتاح العديد من المغنيين على غرار آلا بوجاتشيفا وغيرها.

## مكوناته
- 25 طابق (+ طابق تقني)
- مساحة الفندق تبلغ 106113 متر²
- مساحة الملعب: 40000 متر²
- مساحة مجموع الغرف: 36626 متر²
- مساحة الطوابق السكنية: 2695 متر²

كما يضم الفندق:
- 1777 غرفة من بينها:
  - 1311 غرقة عادية
  - 417 غرفة مهمة
- 28 استوديو
- 9 غرف للراحة
  - 6 غرف ضخمة للراحة أيضا
- 6 بنايات

ويستطيع تحمل 3000 زبون كحد أقصى، كما يحتوي أيضا على:
- 7 قاعات مؤتمرات
- قاعات سينما/ قاعات مؤتمرات/ قاعات ترفيهية
- 7 محلات تجارية (للمأكولات والمشروبات)
- فضاءات للأنشطة والعروض[5]

يٌعتبر فندق كوزموس أكبر فندق في روسيا وأوروبا أيضا. وفي 1 سبتمبر من سنة 2006، جنى أرباحا تٌقدر ب 35.83 مليون دولار أمريكي

## أحداث
في الفيلم الروسي داي واتش (بالإنجليزية: Day Watch)، مَثَّلَ هذا الفندق مقرا لقوات الدعم المشاركة في الفيلم.
كما يحتضن الفندق في كل سنة مؤتمر مطوري الألعاب.